# Basilio Pavón Maldonado
Basilio Pavón Maldonado (Malpica de Tajo provincia de Toledo, 1931) es un historiador del arte español, profesor de investigación del Consejo Superior de Investigaciones Científicas (CSIC). Especialista en el arte y la historia del arte andalusí.
En colaboración con Félix Hernández excavó la mezquita de Medina Azahara. Su obra fundamental es el estudio sobre la decoración floral y geométrica hispanomusulmana.
En el año 1984, desde el CSIC, empieza a elaborar un proyecto sobre la arquitectura hispanomusulmana organizada en cinco bloques: el agua, la ciudad-fortaleza, la arquitectura doméstica y palatina, la mezquita iglesia, y los materiales y procedimientos constructivos.

## Obras

### Libros
- Tratado de arquitectura hispanomusulmana. Consejo Superior de Investigaciones Científicas (obra completa) ISBN 84-00-08290-7.
  - Tratado de arquitectura hispanomusulmana. I Agua. Consejo Superior de Investigaciones Científicas (1990) ISBN 84-00-07070-4 .
  - Tratado de arquitectura hispanomusulmana. II.  Ciudades y fortalezas. Consejo Superior de Investigaciones Científicas (1999). ISBN 84-00-07808-X.
  - Tratado de arquitectura hispanomusulmana. III Palacios. Consejo Superior de Investigaciones Científicas (2004). ISBN 84-00-08291-5.
  - Tratado de arquitectura hispanomusulmana. IV Mezquitas, Consejo Superior de Investigaciones Científicas (2009). ISBN 84-00-08291-5.
- España y Túnez: arte y arqueología islámica. Madrid: Agencia Española de Cooperación Internacional, 1996. ISBN 84-7232-756-6.
- Ciudades y fortalezas lusomusulmanas: crónicas de viajes por el sur de Portugal. Madrid: Instituto de Cooperación con el Mundo Árabe, 1993. ISBN 84-7232-640-3.
- Ciudades hispanomusulmanas. MAPFRE, 1992. ISBN 84-7100-239-6.
- Guadalajara medieval: arte y arqueología árabe y mudéjar. Consejo Superior de Investigaciones Científicas (CSIC), 1984. ISBN 84-00-05803-8.
- Alcalá de Henares medieval: arte islámico y mudéjar. Madrid: Asociación Cultural Henares, 1982. ISBN 84-300-7317-5.
- El arte hispanomusulmán en su decoración floral. Ministerio de Cultura, 1981. ISBN 84-7472-033-8.
- El arte hispanomusulmán en su decoración Geométrica Instituto Hispano-Árabe de Cultura ISBN 84-600-6881-1.
- Tudela, ciudad medieval: arte islámico y mudéjar. Madrid. Instituto Hispano-Árabe de Cultura, 1978. ISBN 84-7472-001-X.
- Arte toledano, islámico y mudéjar. Madrid 1973 (reedición de 1978 Instituto Hispano-Árabe de Cultura ISBN 84-7472-001-X) (tesis doctoral).
- Memoria de la excavación de la Mezquita de Medinat Al-Zahra. Consejo Superior de Investigaciones Científicas (CSIC), 1966. ISBN 84-00-03402-3.

### Revistas (selección)
- La mezquita aljama de Córdoba de 'Abd al-Rahman I, la ampliación de 'Abd al-Rahman II y las actuaciones de Muhammad I. Anaquel de estudios árabes, ISSN 1130-3964, N.º 12, 2001, págs. 595-630
- El Cristo de la Luz de Toledo: Dos supuestas mezquitas en una. Al-qantara: Revista de estudios árabes, ISSN 0211-3589, Vol. 21, Fasc. 1, 2000, págs. 155-184
- En torno al acueducto y la rueda hidráulica árabe de Toledo según Idrisi. Al-Andalus Magreb: Estudios árabes e islámicos, ISSN 1133-8571, N.º 5, 1997, págs. 273-294
- Arte, símbolo y emblemas en la España musulmana. Al-qantara: Revista de estudios árabes, ISSN 0211-3589, Vol. 6, Fasc. 1-2, 1985, págs. 397-450
- Arqueología y urbanismo medieval en Madrid: de la Almudayana árabe a la torre mudéjar de San Nicolás. Awraq: Estudios sobre el mundo árabe e islámico contemporáneo, ISSN 0214-834X, N.º 7-8, 1984‑1985, págs. 231-278
- Arte islámico y mudéjar en Cuenca. Al-qantara: Revista de estudios árabes, ISSN 0211-3589, Vol. 4, Fasc. 1-2, 1983, págs. 35
- Arte islámico y mudéjar en Toledo: hacia unas fronteras arqueológicas (conclusión). Al-qantara: Revista de estudios árabes, ISSN 0211-3589, Vol. 3, Fasc. 1-2, 1982, págs. 415-446
- Arte islámico y mudéjar en Toledo: hacia unas fronteras arqueológicas. Al-qantara: Revista de estudios árabes, ISSN 0211-3589, Vol. 2, Fasc. 1-2, 1981, págs. 383-428
- Influjos occidentales en el Arte del Califato de Córdoba. Al-Andalus: revista de las Escuelas de Estudios Árabes de Madrid y Granada, ISSN 0304-4335, Vol. 33, N.º 1, 1968, págs. 205-220